# Orthopodomyia phyllozoa
Orthopodomyia phyllozoa är en tvåvingeart som först beskrevs av Dyar och Frederick Knab 1907.  Orthopodomyia phyllozoa ingår i släktet Orthopodomyia och familjen stickmyggor. Inga underarter finns listade i Catalogue of Life.